# 日韩议定书
日韓議定書，又称韓日議定書或朝日攻守同盟，是日俄戰爭期間，日本為確保其勢力範圍而與大韓帝國共同簽署的中立主張條約，由日本特命全權公使林權助與韓國外部大臣李址鎔在1904年1月簽定，合共有六項內容。這是一條不平等條約，原因是當時的韓國是在皇城受到攻擊、皇宮被佔領時，在日本的脅迫下簽署的。條約於同年2月23日生效。

## 背景
日俄战争爆发，大韓帝國於公元1904年（即明治37年）1月21日發表中立宣言，並先後得到了清朝、英國、法國及德國的承認。考慮到朝鮮半島在日俄戰爭中，對日本的補給線的重要性，為確保日軍的通行權，日本帝國在同年2月8日無視韓國的中立宣言，宣稱「考慮到大韓帝國在甲午戰爭發生時，未有採取中立的立場」，所以在仁川登陸，旋即進駐韓國首都漢城（即今日的首爾江北地區），並佔領了皇城，脅迫韓國簽署議定書。

## 主要內容
一方面日本仍約定保持韓國的獨立以及皇室的安全，但取得多項利權，包括日本有對韓國施政的施政忠告權」以及韓國被第三國入侵時的「保護義務」，韓國主權受損。
議定書的主要內容如下：
1. 施政忠告權（行政權的意見）
有關韓國政府施政改善相關的事，日本政府可以提出忠告。
2. 韓国皇室安全康寧的保障
日本政府會確實保證韓國皇室的安全康寧。
3. 韓國的獨立保障
日本政府會確實保證韓國的獨立及領土完整。
4. 日本負責韓國防衛的義務
當韓國受到第三國的侵害或內部問題困擾，影響到韓國皇室的安寧或其領土完整，日本政府要立即採取必須的應急措施，而韓國亦必須對日本政府的行動全力協助。
5. 條約遵守的義務
條約得到兩國政府相互承認，在未得雙方共識之前，不得與第三國訂立違反本協約的協議。

## 影响
此不平等條約成為後來韓國被併入日本的開端。此後又陸續簽定一系列不平等條約包括第一次日韓協約、第二次日韓協約、第三次日韓協約等。

## 廢止
第二次世界大戰後，大韓民國與日本於1965年6月22日簽訂《韓日基本條約》的第二條確認：包括《韓日議定書》在內，所有在1910年8月22日或以前，由前大韓帝國與前日本帝國間所締結的所有條約，均一律不再生效。

## 參看
- 甲午戰爭
- 日俄戰爭
- 日韓協約（1904、1905、1907）
- 日韩合并条约

## 外部連結
- 韓國學中央研究院（한국학중앙연구원）.  [《韓國民族文化大百科》：「韓日議定書」].   [2010-05-18] （韩语）.